# Palingsound
Palingsound (palingpop) – styl w muzyce pop, kojarzony głównie z Holandią, reprezentowany przez takich twórców jak Piet Veerman czy Jan Smit oraz zespoły Next One, BZN, George Baker Selection, The Cats, Nick & Simon, Left Side, The Classics.